# Теодора II от Тускулум
Теодора II Млада (Theodora II, * 897; † 950) от фамилията Теофилакти, e senatrix в средновековен Рим.

## Произход
Тя е по-малката дъщеря на римския сенатор Теофилакт I от Тускулум и Теодора I Стара. Сестра е на Марозия (* 892; † сл. 932),

## Фамилия
Теодора II се омъжва за Йоан Кресцентий (от фамилята Кресценти), папски vestrararius (финансов съветник). Двамата имат синовете:
- Кресценций де Теодора (* 915/920, † 7 юли 984), patricius на Рим, граф на Терачина
- Йоан XIII († 6 септември 972), папа (965 – 972).